# 春秋園事件
春秋園事件，又稱天龍事件，是日本大相撲力士於1932年1月6日發起的前所未有的罷工，當時來自出羽海一門的32名力士對大日本相撲協會進行了罷工，要求該組織改進其章程。事件的名稱來源於中餐館春秋園（位於東京品川區），罷工者發誓要團結起來並把自己鎖在裡面。這些力士組成新的大日本相撲連盟。

## 背景
1860年代中期，相撲界已出現了不滿的跡象，當時一群來自高砂一門的力士試圖讓東京相撲協會參與討論潛在的改革。第一次改革運動沒有成功，在1867年明治維新期間失去了動力。然而，它在1873年重新整理了一份要求清單，以宣導相撲改革。結果，這些力士於1873年12月被驅逐出職業相撲。第一運動的領導人短暫地組建了一支“高砂改正組”，在日本巡迴演出了一段時間，然後恢復了東京相撲。然而，進行了一些改革，最引人注目的是選舉主席，而不是由州長提名。
在關東大地震到1931年的九一八事變，日本經濟正處於昭和恐慌之中。在這段時間里，政治氣候不穩定，勞資衝突頻繁，許多地區社會主義運動的興起。相撲選手的生活相當艱難，從明治時代到昭和初期，經常發生可以稱為“力士罷工”的糾紛事件。由於日本企業受損，顧客不太願意贊助相撲選手，失業的日本公民也買不起門票。因此，相撲的出席率下降，使相撲手的工資降至歷史最低點。當時，三役力士的平均工資為70日元，與政府公務員的工資相同。同時，東京大學學生的起薪為50日元，私立大學畢業生的起薪為45日元。此外，當時相撲協會的帳目還不清楚，力士們不知道自己獲得了多少收入，部屋親方也會拿走他們的利潤份額，而力士的收入並不高。

## 衝突
1932年1月6日，在宣佈番付的第二天，出羽海部屋的幾名力士——20名幕內、11名十兩和1名幕下——在邀請他們的關脇天龍三郎的要求下，前往東京品川的中餐餐廳春秋園。在宴會上，天龍發表了宣導“相撲社會改革”的演講。他們發誓要團結起來，把自己鎖在餐館里，向協會提出要求，並發表了一些公告。
在力士提出要求后，四位力士，大關大之里萬助，武藏山，關脇天龍和小結綾櫻由太郎前往協會，並向力士方面提交了十項要求，要求在48小時內做出回應：
- 建立相撲協會的全體審計制度，公開收入和支出情況。
- 改變場所預定的時間，並在晚上進行夏場所。
- 降低入場費，提高相撲的普及率，減少預留座位數量，同時增加普通入場座位數量。
- 廢除茶館（茶屋）專賣門票制度。
- 逐漸消除年寄系統。
- 為力士設立年金。
- 地方巡業制度根本的改革
- 增加力士的收入，同時保持他們的生活水準。
- 通過解僱員工來更好地管理協會過多的員工。
- 建立以互助制度為基礎的“力士會”。

雖然改善自己的待遇是要求的根源，但要求的前半部分包含對相撲協會的建設性改革要求，因為引入會計制度，取消相撲茶館，逐步廢除俊代制度，可能是因為力士們覺得收入分配不明確。日本軍部擔心局勢惡化，派出藤島親方（前橫綱常乃花）和春日野（前栃木山守也）到餐廳敦促罷工的主要領導人天龍和大之里改變主意。最後，該協會在1月7日對罷工者的回應被認為是不真誠的，缺乏實質性的答案。最終，談判破裂，罷工者認為它“幾乎遺漏或不同意最重要的要求”。
當調解不成功的消息傳開時，鏡岩善四郎和十名在此之前一直坐在場邊的非出羽海力士（包括二所之關）加入了進來。為了表示他們的決心，三十名力士舉行了剪髮儀式，並將簽名檔上的頭髮送到相撲協會總部，然後正式宣佈退出協會。與此同時，相撲協會宣佈正式開除罷工的48名力士，並推遲到每場比賽的另行通知（考慮到取消相撲比賽的情況很少見，這是一個不尋常的決定）。幾位親方和教練，包括兩國梶之肋，二代目朝潮太郎和入間川部屋行司木村宗四郎以對力士行為和談判失敗負責辭職。
1932年1月本場所成為一場幻影錦標賽，因為大約一半的排名由來自出羽海部屋的力士主導，並且沒有與之相關的比賽。在62名關取中，只有11名幕內和 3名十兩力士留在相撲協會。相撲協會面臨著職業相撲史上前所未有的危機。
相撲協會隨後公佈了1932年2月舉行的為期八天的比賽的新修訂番付表。相撲協會孤注一擲，將剩餘的力士從十兩提升到幕內，從幕下到十兩，一個接一個地晉陞。然而，由於缺乏受歡迎的人物，儘管半價入場費和八天的表演，但這次比賽卻是一場災難。為期八天的賽事收入僅相當於前幾屆比賽一天的收入，相撲協會瀕臨滅絕。

## 事後
在春秋園罷工的力士組成兩個團體，由出羽海部屋的力士組成大日本新力士團和非兇羽海一門組成“革新力士団。兩個團體共同組織了比賽，並在全國巡迴演出，在日比谷公園等不同地點演出。1932年2月13日，這些組織合併為「大日本相撲聯合會」，該聯合會於3月在大阪和4月在名古屋舉行了為期7天的表演，隨後於5月3日在東京靖國神社舉行了為期10天的表演。相撲聯合會的工作系統與當時的大日本相撲協會不同。比賽為期六天，31名力士被分為三個ABC組別，冠軍和排名由迴圈賽決定。
一些力士後來重新返回相撲協會，天龍三郎再次組建關西相撲協會。同志們的團結鬆動了，從1932年底到次年1月，12幕內和10名十兩力士離開了隊伍，回到了相撲協會，加上雙葉山定次崛起，恢復了相撲協會在衝突前的繁榮。
關西相撲協會繼續存在，但在雙葉山快速發展的陰影下。在被佔領的滿洲和朝鮮“安撫之旅”之後，大之里病倒了，不得不在死前退休。沒有大之里，也未能創造新的力士，該團體開始衰落，1937年12月，天龍和其他32名剩餘的力士解散了關西相撲協會。